# Roman Ryterband
Roman Ryterband (* 2. August 1914 in Łódź; † 17. November 1979 in Palm Springs, Kalifornien) war ein polnischer Komponist, Dirigent und Pianist.

## Biographie
Ryterband studierte nach dem Wunsch seines Vaters Jura in Warschau. Daneben nahm er Klavierunterricht und wurde von Alexander Glasunow ermutigt, seine musikalische Ausbildung fortzusetzen. Zu Beginn des Zweiten Weltkrieges befand er sich auf einer Reise durch Frankreich und ging auf Anraten des Generalgouverneurs von Nizza in die Schweiz. Hier studierte er Musikwissenschaft an der Universität Bern, betätigte sich als Dirigent und begann zu komponieren.
1955 übersiedelte Ryterband mit seiner Familie nach Kanada. Er wurde musikalischer Direktor der Rundfunkstation CKVL, unterrichtete an der McGill University und dirigierte einen polnischen Chor. Ab 1960 unterrichtete er am Music Conservatory of Chicago College of Performing. Er dirigierte mehrere Jahre das Southside Symphony Orchestra und leitete die Composers’ Society der International Society for Contemporary Music. Das Citizen Council of Chicago zeichnete ihn 1965 als Outstanding New Citizen of the Year aus.
1967 ließ sich Ryterband in Palm Springs nieder. Hier gründete er das Palm Springs Festival of Music and Art, dessen Direktor er wurde. Er unterrichtete an der California State University in Los Angeles und trat als Klaviersolist und Klavierbegleiter auf.
Bekannt wurde Ryterband mit dem 1961 in Chicago entstandenen Dialogue for Two Flutes. Zur 200-Jahr-Feier der USA komponierte er die Tunes of America. Seine Suite Polonaise für Klavier gewann den Preis der Kosciuszko-Stiftung. Die Orchesterfassung des Werkes widmete er 1978 dem Papst Johannes Paul II. Dem Klavierwerk Ryterbands widmete sich besonders der polnische Pianist Peter Gach. 1993 gründete der Geiger Francis D’Albert in Chicago die Roman Ryterband Academy and Institute.

## Werke

### Klavierwerke
- Nocturne
- Sonata No.1 in D
- Suite Polonaise
- Suite Internationale
- 24 Variations on a Theme of a Folk Song
- Trois Preludes, Hommage à Serghei Rachmaninoff
- Souvenir d'un Bal (für die linke Hand)
- Dream of Granada
- Interlude at Sea
- Eucalyptus Giants on Catalina Street
- Under your Star „Zodiac Suite“
- I Wish you a Merry Christmas, A Carol Fantasy
- Kleines Weihnachtspräludium
- Kommet ihr Hirten, Weihnachtslieder für Klavier zu vier Händen
- Morgen kommt der Weihnachtsmann, Volksweise für Klavier zu vier Händen
- Concerto für Klavier, Streicher und Harfe

### Kammermusik
- Musical Quiz (Guess The Composer) on Swiss Folk Melodies
- Song of the Plains of Poland
- Trois Ballades Hebraiques
- Phantasie on Polish Folk Melodies für drei Violinen
- Sonata Breve für Violine und Harfe
- Two Desert Scenes für Violine und Harfe[1]
- Dialogue (Piéce sans Titre) für zwei Flöten
- Double Flute Quintet
- Ballade Castle Munchenwilr für Sopran, zwei Flöten, zwei Violinen und Klavier
- Sonata for two Flutes and Harp
- Deux Sonnets für Harfe
- Triptyque Contemporain für Cello und Klavier
- Sonatina für Gitarre
- Rapsodia Helvetica für Posaune und Klavier
- Capriccio Gavottuoso für Altsaxophon und Klavier
- Chagrin d'amour für Altsaxophon, Tenorsaxophon und Klavier
- Song of the Plains of Poland für Sopransaxophon, Altsaxophon, Tenorsaxophon und Klavier
- Valse de Berne für Tenorsaxophon und Klavier

### Vokalwerke
- Deux Images
- Fünf Deutsche Lieder
- Three Negro Spirituals
- De Gospel’s Mah Religion
- Spring of Love
- Three Hebrew Songs
- Mother of Our Lord
- Two American Songs
- Pry for the Piece of Jerusalem, Kantate für Mezzosopran und Orgel
- Yo' Serbant, Spiritual-Prayer für Bass, Frauenstimmen oder gemischten Chor und Orgel
- The Lord Reigneth, Kantate für Bariton, Knabenchor und Orgel
- The Men of Delta U 3, Lieder für Männerstimmen
- Bouquet of Musical Flowers from Brodway to Hollywood, Phantasie für Vokalquartett und Klavier
- The Old Mansion (W modrzewiowym dworku), Mazur für Sopran, gemischten Chor und Klavier
- May I Forget This Sorrow, Duett für Tenor und Sopran
- Róze i Sen, Klavierlied
- Jubilate Deo (Hallelujah), Kantate für Sopran, Tenor, Bariton, Knabenchor, Männerchor, Orchester und Orgel
- Trio „Jubilate Deo“ für Sopran, Tenor, Bariton, Orgel und Perkussion
- Pater Noster für dreistimmigen Knabenchor
- Unsere Seen für Frauen- oder Männerstimmen oder gemischten Chor
- Zuruf für Männerstimmen
- Der Tod für Männerstimmen
- Lob des Liedes für Männerstimmen
- Der Baum für Männerstimmen
- Drei Gesänge für Männerstimmen
- Two Sonnets (Shakespeare) für gemischten Chor
- Raise Your Heads, O Gates (Psalm 27), Anthem für gemischten Chor und Klavier oder Orgel
- Thanksgiving Anthems für gemischten Chor und Klavier oder Orgel
- Christmas Processional für gemischten Chor, Bläserquartett und Orgel
- Une poupée pour Noël (A Dolly for Christmas) für Frauenstimmen, Flöte, Triangel und Klavier